# 呼延盛
呼延盛（?—?），十六国后赵大臣，官至侍中。
349年，后赵皇帝石虎死后，其子石遵杀死嗣君石世，随后石闵、李农拥立石鉴杀死石遵，呼延盛依附石闵、李农。石虎的另一个儿子新兴王石祗镇守襄国，与姚弋仲、蒲洪等人联合兵力，四处传递檄文，想一起杀掉石闵、李农。石闵、李农闻讯后，任命汝阴王石琨为大都督，率领呼延盛和张举七万步骑兵，分路出发讨伐石祗等人。